# Nhào (mèo)

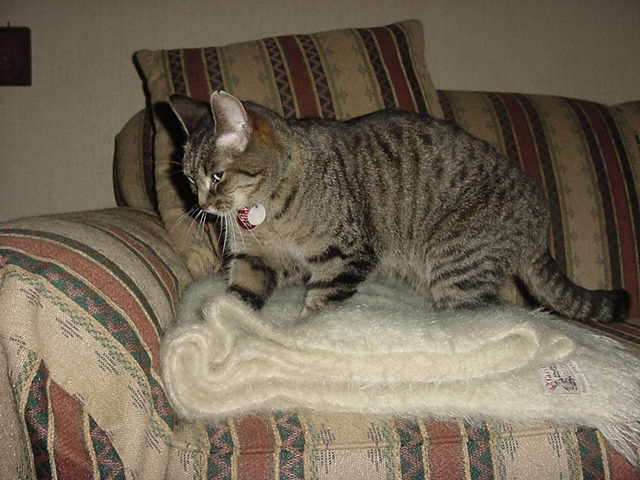
Một con mèo nhào một cái chăn mềm

Nhào là một hành vi phổ biến đối với tất cả những con mèo nhà khi ở trạng thái dễ chịu. Hành vi này thể hiện qua việc mèo đẩy ra kéo vào hai chi trước luân phiên nhau giữa chi trái và chi phải.

## Miêu tả hành vi
Nhiều cách giải thích tồn tại nhằm giải đáp vấn đề tại sao mèo nhào. Hành vi nhào có thể có nguồn gốc từ tổ tiên hoang dã của mèo, khi đó chúng phải đi đến những khu vực có cỏ hoặc tán lá để làm tổ tạm thời nhằm mục đích nghỉ ngơi. Ngoài ra, hành vi này còn có thể là hành vi còn sót lại khi chúng là mèo con khi cố kích thích mèo mẹ tiết sữa. Hành vi nhào cũng có thể là một hình thức giao tiếp giữa chủ và mèo: vì hành động nhào từng kết nối mèo con với mẹ, hành vi đó có thể biểu lộ sự giao tiếp tình cảm giữa mèo và người bạn của nó.
Hành vi nhào thường đến trước, báo hiệu việc mèo sẽ đi ngủ.
Nhiều con mèo kêu rừ rừ lên trong khi thực hiện động tác nhào. Chúng cũng kêu rừ rừ khi mới sinh, khi cho ăn hoặc khi cố gắng cho mèo con ăn dặm. Mối liên hệ phổ biến giữa hai hành vi có thể chỉ ra nguồn gốc của hành vi nhào ở mèo là một bản năng còn sót lại khi mèo trưởng thành. Một số chuyên gia xem xét việc nhào để "kích thích" mèo và làm cho nó cảm thấy tốt, giống như hành động kéo giãn cơ của con người.